# Natalia Pablos
Natalia Teresa Pablos Sanchón (Madrid, 15 ottobre 1985) è un'ex calciatrice spagnola, di ruolo centrocampista offensivo o attaccante, citata normalmente come Natalia de Pablos.
Nella sua quasi ventennale carriera ha giocato nel campionato nazionale del suo paese, indossando la maglia del Rayo Vallecano, società con la quale ha conquistato tre titoli di campione di Spagna e una Coppa della Regina e ha concluso la sua attività, e in quello inglese, dove ha conquistato una FA Women's Cup e una FA WSL Cup entrambe con l'Arsenal.
Tra il 2013 e il 2015 ha inoltre vestito la maglia della nazionale spagnola, marcando complessivamente 22 presenze e realizzando 13 reti, partecipando al Mondiale di Canada 2015, primo importante traguardo raggiunto dal calcio femminile iberico.

## Carriera

### Club
Natalia Pablos nel 2000 viene contattata per giocare con il Rayo Vallecano, divisione femminile dell'omonima squadra maschile della società calcistica spagnola con sede a Madrid e che quell'anno aveva deciso di entrare nelle competizioni di calcio femminile. La giocatrice madrilena accetta diventando negli anni punto di riferimento della squadra conquistando la fascia di capitano che conserverà fino al 2013, anno in cui decide di lasciare la società per valutare dalle proposte da parte delle società estere. Con il Rayo Natalia vince tre campionati spagnoli ed una Copa de la Reina, ottenendo anche il titolo di capocannoniere nelle stagioni 2007-2008 e 2008-2009 rispettivamente con 24 e 29 gol. Con la maglia del Rayo Vallecano riesce ad andare a rete oltre 300 volte, delle quali quasi 200 centri in campionato.
Nel 2013 decide di raggiungere la compatriota Laura del Río al Bristol Academy società che gioca in FA Women's Super League 1 (FA WSL 1), il massimo livello del campionato inglese femminile di calcio. Mark Sampson, il manager del Bristol, la definì la versione femminile dell'attaccante Michu, spagnolo che allora militava nello Swansea City. Con il Bristol Academy gioca per due stagioni, lasciando la società al termine della stagione 2014 con un tabellino personale di 12 reti segnate su 27 presenze.
Nel dicembre 2014 formalizza un contratto con l'Arsenal per disputare la stagione 2015. Al termine del campionato 2016 Natalia Pablos, assieme alle connazionali Marta Corredera e Victoria Losada, ha lasciato l'Arsenal, e ha trovato un accordo con il Rayo Vallecano, la squadra con cui aveva giocato fino al 2013.

### Nazionale
Viene presto convocata nelle giovanili della nazionale spagnola disputando la sua prima partita con la maglia della nazionale Under-19 il 15 marzo 2003, durante il secondo turno di qualificazione al campionato europeo di categoria 2004, nella partita vinta peer 4 a 1 con le pari età della Danimarca.
Con la Nazionale Under-19 riuscirà a qualificarsi per la fase finale in Finlandia e conquistare il campionato europeo di categoria 2004 nella finale giocata al Pohjola Stadion di Vantaa vinta dalle rosse sulle pari età della Germania per 2 a 1.
Venne quindi chiamata nella nazionale maggiore per partecipare, inserita nel Gruppo 3, alle qualificazioni al Campionato mondiale femminile di calcio 2007 ed esordendo nella partita contro la Finlandia. In seguito viene chiamata anche per partecipare alle qualificazioni al Campionato europeo femminile di calcio 2009, tuttavia dopo due partite rinuncia alla maglia della nazionale motivando la scelta ragioni personali.

## Palmarès

### Club
- Campionato spagnolo: 3

Rayo Vallecano: 2008-2009, 2009-2010, 2010-2011
- Coppa della Regina: 1

Rayo Vallecano: 2008
- FA Women's Cup: 1

Arsenal: 2015-2016
- FA WSL Cup: 1

Arsenal: 2015

### Individuale
- Capocannoniere Primera División: 1

Rayo Vallecano: 2012-2013 (27 gol)

### Nazionale
- Campionato europeo femminile Under 19 di calcio: 1

2004